# 马尔热里-昂库尔
马尔热里-昂库尔（法語：Margerie-Hancourt，法語發音：[maʁʒəʁi ɑ̃kuʁ]）是法国马恩省的一个市镇，属于维特里勒弗朗索瓦区。该市镇于1851年由原市镇马尔热里（Margerie）和昂库尔（Hancourt）合并而成。

## 地理
马尔热里-昂库尔（48°33'16"N, 4°31'20"E）面积21.87 平方千米，位于法国大東部大區马恩省，该省份为法国东北部内陆省份，北起阿登省，西北接埃纳省，西南接塞纳-马恩省，南至奥布省，东南接上马恩省，东临默兹省。
与马尔热里-昂库尔接壤的市镇（或旧市镇、城区）包括：阿朗贝库尔、沙旺日、帕尔莱沙旺日、布朗东维莱尔、沙普莱讷、科尔贝伊、德罗奈、利尼翁、乌蒂讷、圣于坦、松苏瓦。

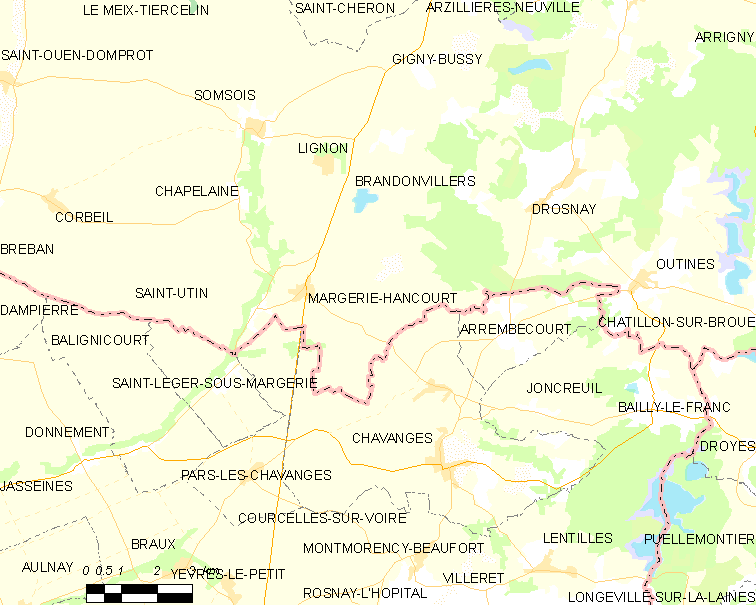
马尔热里-昂库尔的OSM定位图

马尔热里-昂库尔的时区为UTC+01:00、UTC+02:00（夏令时）。

## 行政
马尔热里-昂库尔的邮政编码为51290，INSEE市镇编码为51349。

## 政治
马尔热里-昂库尔所属的省级选区为维特里勒弗朗索瓦-香槟-代尔县。

## 人口

1962-2008年间马尔热里-昂库尔人口变化图示

马尔热里-昂库尔于2022年1月1日时的人口数量为181人。